# 清华大学院系
清华大学初創立時原本是綜合性大學，1952年院系調整時，成為專門工科大學，1984年後，開始大力恢復綜合性大學，先後逐步建立、復建各類理科、文科、管理學科、高新技術專業等類院系，朝綜合性大學邁進。

## 创校时期

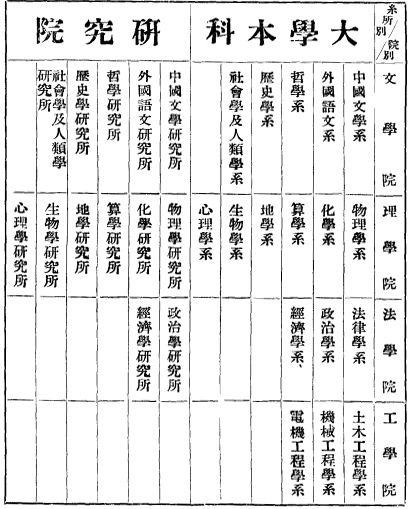
1934年6月，清华的院系研究所（原载《清华周刊》1934年向导专刊）

清华創校初期，沒有區分院系、年級、班級。1911年2月，《清华学堂章程》实行“四四”学制，即高等科与中等科各四年。张伯苓任清華教務長之後，依据学部颁布的癸卯学制，改“五三”学制，即高等科5年、中等科各三年。
1916年，周诒春校长正式提出清华改办大学，逐步將廢除高等科与中等科。1921年起，分为初级大学（英語：Junior College）（学制2年）、高等科（学制3年）、中等科（学制3年）。高等科毕业则相当于美国标准大学二年级水平，将直接进入美国大学三年级或四年级。
- 到1924年，中等科、高等科均停招，开始着手改办大学。
- 1925年5月，在留美预备部之外，成立大学部，并附设研究院。大学部最初准备分为普通训练（学制两年或三年）和专门训练（两年或以上），研究院初设国学门（一年毕业）。
- 1926年，大学部不再实行普通训练，设专修学系。共设立17个学系。分別為中國文學系、西洋文學系、東方語言學系、歷史學系、哲學系、政治學系、社會學系、經濟學系、教育心理學系、數學系、物理學系、化學系、生物學系、農業學系、工程學系、體育學系、音樂系等[2][3]。
- 1928年，更名为“国立清华大学”，本科四年毕业，第一年即分系专修。
- 1929年，留美预备部全部毕业遣送美国完毕，国学研究院结束。大学部分文、理、法三学苑，土木工程系附属于理学院。
- 1930年，正式成立研究院。
- 1932年，工学院成立。
- 到1934年6月招生前，文、理、法、工学院共17个学系，研究院逐步成立13个研究所：[4][5]

## 南迁
- 1938年，南迁组建长沙临大，三校各系合并，共设有4个学院17个学系。西南联大时期略有改动，并增设师范学院，至1941年基本定型，拥有5个学院、26学系、2个专修科、1个先修科。此外，清华还拥有5个特种研究所和恢复中的研究院。

| 国立西南联合大学院系设置   |               |            |                |            |            |            |            |                     |            |            |            |              |              |               |               |              |               |               |             |            |            |            |            |                |                |                |                |                |                |
| 文学院                     | 文学院        | 文学院     | 文学院         | 理学院     | 理学院     | 理学院     | 理学院     | 理学院              | 法商学院   | 法商学院   | 法商学院   | 法商学院     | 法商学院     | 工学院        | 工学院        | 工学院       | 工学院        | 工学院        | 工学院      | 师范学院   | 师范学院   | 师范学院   | 师范学院   | 师范学院       | 师范学院       | 师范学院       | 师范学院       | 其他           | 其他           |
| 中国文学 系                | 外国语文学 系 | 历史学 系  | 哲学 心理学 系 | 算学系     | 物理学 系  | 化学 系    | 生物学 系  | 地质 地理 气象 学系 | 政治学 系  | 法律学 系  | 经济学 系  | 商学 系      | 社会学 系    | 土木工程 学系 | 机械工程 学系 | 电机 学系    | 航空工程 学系 | 化学工程 学系 | 电讯 专修科 | 国文 学系  | 英语 学系  | 史地 学系  | 数学 系    | 理 化 学系     | 教育学 系      | 公民 训育学系  | 师范 专修科    | 大学先修班     | 进修班         |
| 清华大学研究院             |               |            |                |            |            |            |            |                     |            |            |            |              |              |               |               |              |               |               |             |            |            |            |            |                |                |                |                |                |                |
| 文、理、法三研究所12个学部 |               |            |                |            |            |            |            |                     |            |            |            |              |              |               |               |              |               |               |             |            |            |            |            |                |                |                |                |                |                |
| 清华大学特种研究所         |               |            |                |            |            |            |            |                     |            |            |            |              |              |               |               |              |               |               |             |            |            |            |            |                |                |                |                |                |                |
| 农业研究所                 | 农业研究所    | 农业研究所 | 农业研究所     | 农业研究所 | 农业研究所 | 航空研究所 | 航空研究所 | 航空研究所          | 航空研究所 | 航空研究所 | 航空研究所 | 无线电研究所 | 无线电研究所 | 无线电研究所  | 无线电研究所  | 无线电研究所 | 无线电研究所  | 金属研究所    | 金属研究所  | 金属研究所 | 金属研究所 | 金属研究所 | 金属研究所 | 国情普查研究所 | 国情普查研究所 | 国情普查研究所 | 国情普查研究所 | 国情普查研究所 | 国情普查研究所 |

## 复校
- 1946年，迁回北京清华园复校后，逐步新增院系，最终有文、法、理、工、农5个学院，26个系。

| 学院                       | 文学院      | 文学院        | 文学院  | 文学院    | 文学院    | 理学院  | 理学院    | 理学院  | 理学院    | 理学院  | 理学院    | 理学院           | 法学院    | 法学院    | 法学院    | 法学院    | 工学院        | 工学院        | 工学院        | 工学院           | 工学院        | 工学院        | 农学院    | 农学院         | 农学院    | 农学院       |        |
| 系                         | 中国文学 系 | 外国语文学 系 | 哲学 系 | 历史学 系 | 人类学 系 | 数学 系 | 物理学 系 | 化学 系 | 生物学 系 | 地学 系 | 气象学 系 | 心理学 系        | 政治学 系 | 经济学 系 | 社会学 系 | 法律学 系 | 土木工程 学系 | 机械工程 学系 | 电机工程 学系 | 航空工程 学系    | 化学工程 学系 | 建筑工程 学系 | 农艺学 系 | 植物 病理学 系 | 昆虫学 系 | 农业 化学 系 | 先修班 |
| 系主任                     | 朱自清      | 陈福田        | 冯友兰  | 雷海宗    | 吴泽霖    | 杨武之  | 霍秉权    | 高崇熙  | 陈桢      | 袁复礼  | 李宪之    | 周先庚 、 孙国华 | 曾秉钧    | 陈岱孙    | 潘光旦    | 赵凤喈    | 陶葆楷        | 李辑祥        | 叶楷 、 黄眉  | 顾培慕 、 王德荣 | 曹本熹        | 梁思成        | 韩德章    | 戴芳澜         | 刘崇乐    | 杨培松       |        |
| 红色表示相比南迁前新增院系 |             |               |         |           |           |         |           |         |           |         |           |                  |           |           |           |           |               |               |               |                  |               |               |           |                |           |              |        |

- 1949年6月，清华文学院人类学系并入法学院社会学系，取消法律学系，建筑工程系更名营建系。
- 1949年9月29日，华北大学、北京大学、清华大学三校农学院合并为北京农业大学。
- 1950年3月，从地学系分出地质学系，新增采矿工程学系，化学工程学系内新增石油精炼组，并先后开办各类专修科。
- 1951年3月7日，西北工学院、北洋大学、厦门大学、清华大学四校的航空系合并，在清华成立航空学院。
- 1951年10月，按照教育部指示，成立工农速成中学开学(1955年撤销)。新增水利工程学系和水利发电学系。

## 1952年院系调整
- 1952年6月，全国高校院系调整，清华由综合类大学成为培养机、电、土、化人才的多科性工业大学。北京大学工学院、燕京大学工科方面各系并入清华大学。清华大学的文、理、法绝大部分并入北京大学，工学院除石油部分暂留外，其他大部分转入天津大学。航空学院调出与北京工业学院航空系、四川大学航空系合并成北京航空学院。[5][6]

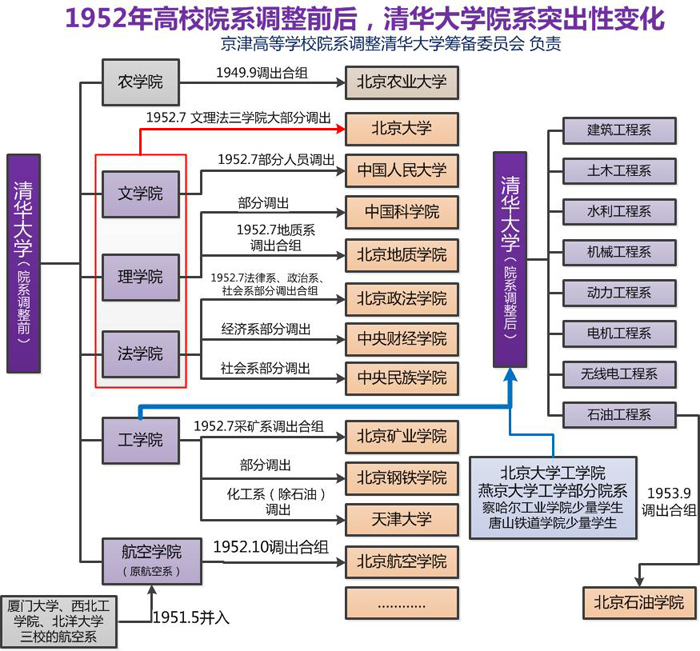
1952年高校院系调整前后，清华大学院系突出性变化

- 1952年9月底，清华大学院系确定为8个系，22个专业，15个专修科。
- 1953年9月，石油工程系调出组建北京石油学院。前后有些小范围调整。
- 1955年起，陆续创建新技术专业，1956年增设工程物理系，1958年增设工程化学系、工程力学数学系、自动控制系，1960年将机械制造系分为冶金系和精密仪器及机械制造系，增设农业机械系，土木工程系与建筑系合并为土木建筑工程系。至此发展为12个系。[5]

## 文革
- 文革期间，院系更改依旧较为频繁，1969年在江西鲤鱼洲设立试验农场，下放教职工劳动，将无线电电子系、精密仪器及机械制造系、自动控制系和基础课部分教职工迁往四川绵阳分校。1970年，水利系迁往三门峡，1972年迁回。1974年在北京大兴县设立农村分校，培养青年农民学员。到1975年，校本部设10个系47个专业，四川绵阳分校有雷达、半导体等5个专业，大兴农村分校有农机等4个专业。文革末期逐步恢复、调整。

| 校办工厂 | 汽车厂 · 精密机床厂 · 电子综合试验厂 · 原子厂                                                                                               |
| 系       | 电力工程系 · 机械制造系 · 精密仪器及机械制造系 · 水利工程系 · 建筑工程系 · 电子工程系 · 工业自动化系 · 工程物理系 · 化学工程系 · 工程力学系 |
| 分校     | 四川绵阳分校 · 江西分校(鲤鱼洲试验农场) · 水利系三门峡办学基地 · 大兴农村分校                                                               |

## 改革開放以来
- 改革開放以来，清华大学开始大力恢复综合性大学，先后逐步建立、复建各类理科、文科、管理学科、高新技术专业等类院系[5][7]。
- 理科方面：1979年成立应用数学系；1982年6月恢复物理系；1984年6月成立生物科学与技术系；1985年10月恢复化学系；1985年12月，恢复理学院建制，周光召兼任院长。[5]
- 人文社科方面：1983年7月恢复外语系；1984年4月建立社会科学系；1985年3月恢复中国语言文学系；1993年12月恢复人文社会科学学院建制，滕藤兼任院长，同时撤销社会科学系；2000年复建社会学系；2008年恢复心理学系，成立马克思主义学院，邢贲思任院长。[5]
- 工科方面：大规模调整院系建制名称；1988年整合建立建筑学院；1994年整合建立信息学院建制；1996年整合建立机械工程学院建制；2000年整合建立土木水利学院建制；2001年分离建立工业工程系；2004年整合建立航天航空学院；2009年成立生命科学学院。[5]
- 管理学科方面：1979年成立经济管理工程系；1984年扩建为经济管理学院，朱镕基任院长；2000年整合建立公共管理学院。[5]
- 其他方面：1984年建立研究生院；1985年建立继续教育学院；1999年恢复法学院；1999年并入原中央工艺美术学院为美术学院；2001年建立医学院；2002年整合建立新闻与传播学院；2006年，与中国协和医科大学紧密合作办学，成立北京協和醫學院—清華大學醫學部联合培养八年制临床医学专业的学生；2009年，恢复清华国学研究院，成立教育研究院。[5]
- 2012年12月，撤销人文社会科学学院，分别成立人文学院和社会科学学院。11月10日，举行清华大学医学院基础医学系、药学系成立仪式。12月27日，在原机械工程系、精密仪器与机械学系、材料科学与工程系的基础上，成立清华大学材料学院、精密仪器系和新的机械工程系。[5]
- 2015年10月，正式成立蘇世民書院[8]；12月，成立药学院[9]。
- 2016年12月30日，成立地球系统科学系[10]。
- 2017年3月4日，成立临床医学院[11]。2017年5月16日，清华大学第23次校务会议决定成立清华大学科学史系[12]。
- 2019年3月28日，清华大学官方微博宣布，正式成立天文系[13]。同年4月2日，清华大学宣布成立车辆与运载学院，简称车辆学院，並撤销汽车工程系建制[14]。
- 2020年4月2日，成立萬科公共衛生學院[15]。
- 2024年4月10日，心理學系更名心理與認知科學系。同年7月，成立統計與數據科學系。

| 学院             | 系                 | 系馆           | 学院           | 系                   | 系馆           | 学院                     | 系                       | 系馆           |
| ---------------- | ------------------ | -------------- | -------------- | -------------------- | -------------- | ------------------------ | ------------------------ | -------------- |
| 建築學院         | 建築系             | 梁𨱇琚樓       | 美术学院       | 藝術史論系           | 美术学院大楼   | 航天航空学院             | 航空宇航工程系           | 蒙民伟科技大楼 |
| 建築學院         | 城市規劃系         | 梁𨱇琚樓       | 美术学院       | 工業設計系           | 美术学院大楼   | 航天航空学院             | 工程力學系               | 蒙民伟科技大楼 |
| 建築學院         | 建築技術科學系     | 梁𨱇琚樓       | 美术学院       | 環境藝術設計系       | 美术学院大楼   | 机械工程学院             | 機械工程系               | 李兆基科技大楼 |
| 建築學院         | 景觀学系           | 梁𨱇琚樓       | 美术学院       | 陶瓷藝術設計系       | 美术学院大楼   | 机械工程学院             | 基礎訓練中心             | 李兆基科技大楼 |
| 社會科學學院     | 社會學系           | 熊知行楼       | 美术学院       | 視覺傳達設計系       | 美术学院大楼   | 机械工程学院             | 精密儀器系               | 曾宪梓楼       |
| 社會科學學院     | 心理與認知科學系   | 伟清楼         | 美术学院       | 服裝藝術設計系       | 美术学院大楼   | 机械工程学院             | 能動工程系               | 動力機械館     |
| 社會科學學院     | 政治學系           | 明齋           | 美术学院       | 資訊藝術設計系       | 美术学院大楼   | 机械工程学院             | 車輛與運載學院           | 汽车楼         |
| 社會科學學院     | 國際關係學系       | 明齋           | 美术学院       | 工藝美術系           | 美术学院大楼   | 机械工程学院             | 工業工程系               | 舜德楼         |
| 社會科學學院     | 經濟學研究所       | 明齋           | 美术学院       | 繪畫系               | 美术学院大楼   | 人文學院                 | 中國文學系               | 新齋           |
| 經濟管理學院     | 會計系             | 伟伦楼         | 美术学院       | 雕塑系               | 美术学院大楼   | 人文學院                 | 哲学系                   | 新齋           |
| 經濟管理學院     | 經濟系             | 伟伦楼         | 理学院         | 數學系               | 理科楼         | 人文學院                 | 历史系                   | 文北楼         |
| 經濟管理學院     | 金融系             | 伟伦楼         | 理学院         | 物理系               | 理科楼         | 人文學院                 | 外國語文學系             | 文南楼         |
| 經濟管理學院     | 市場營銷系         | 伟伦楼         | 理学院         | 化學系               | 何添楼         | 人文學院                 | 科學史系                 | 蒙民伟科技大楼 |
| 經濟管理學院     | 组织管理系         | 伟伦楼         | 理学院         | 地球系统科学系       | 蒙民伟科技大楼 | 醫學院                   | 基础醫學系               | 医学科学楼     |
| 經濟管理學院     | 創業戰略系         | 伟伦楼         | 理学院         | 天文系               | 蒙民伟科技大楼 | 醫學院                   | 生物醫學工程學院         | 医学科学楼     |
| 經濟管理學院     | 管理科學系         | 伟伦楼         | 土木水利學院   | 土木工程系           | 何善衡楼       | 醫學院                   | 臨床醫學院               | 医学科学楼     |
| 信息科學技術學院 | 電子工程系         | 羅姆樓         | 土木水利學院   | 建設管理系           | 何善衡楼       | 醫學院                   | 公衛研究中心             | 医学科学楼     |
| 信息科學技術學院 | 微纳電子系         | 东主楼         | 土木水利學院   | 水利水電工程系       | 新水利館       | 药学院                   | 药学院                   | 医学科学楼     |
| 信息科學技術學院 | 計算機科學與技術系 | 东主楼         | 環境學院       | 環境工程系           | 环境节能楼     | 材料學院                 | 材料學院                 | 逸夫技术科学楼 |
| 信息科學技術學院 | 軟件學院           | 东主楼         | 環境學院       | 環境科學與健康系     | 环境节能楼     | 生命科学学院             | 生命科学学院             | 生命科学馆     |
| 信息科學技術學院 | 自動化系           | 中央主楼       | 環境學院       | 環境可持續系統管理系 | 环境节能楼     | 電機工程與應用電子技術系 | 電機工程與應用電子技術系 | 西主楼         |
| 信息科學技術學院 | 信息技術研究院     | 信科大楼       | 新闻与传播学院 | 新闻与传播学院       | 宏盟楼         | 工程物理系               | 工程物理系               | 刘卿楼         |
| 信息科學技術學院 | 網絡研究院         | 中央主楼       | 法學院         | 法學院               | 明理楼         | 化學工程系               | 化學工程系               | 英士楼         |
| 統計與數據科學系 | 統計與數據科學系   | 伟清楼         |                |                      |                |                          |                          |                |
| 马克思主义学院   | 马克思主义学院     | 善齋           | 公共管理学院   | 公共管理学院         | 伍舜德樓       | 交叉信息研究院           | 交叉信息研究院           | 信科大楼       |
| 五道口金融学院   | 五道口金融学院     | 五道口金融学院 | 蘇世民書院     | 蘇世民書院           | 蘇世民書院     | 教育研究院               | 教育研究院               | 文南楼         |

| 國家研究中心 - 北京信息科学与技术国家研究中心 重大科技基础设施 - 国家蛋白质科学基础设施（北京基地） - 地球系统数值模拟装置 - 未来网络试验设施 - 极深地下低辐射本底前沿物理实验设施 国家大型科学仪器中心 - 北京电子能谱中心 - 北京电子显微镜中心 国家重点实验室（13个） - 化学工程联合国家重点实验室# - 环境模拟与污染控制国家重点联合实验室# - 低维量子物理国家重点实验室 - 生物膜与膜生物工程国家重点实验室# - 精密测试技术及仪器国家重点实验室# - 集成光电子学国家重点联合实验室# - 微波与数字通信技术国家重点实验室 - 智能技术与系统国家重点实验室 - 水沙科学与水利水电工程国家重点实验室 - 摩擦学国家重点实验室 - 汽车安全与节能国家重点实验室 - 电力系统及发电设备控制和仿真国家重点实验室 - 新型陶瓷与精细工艺国家重点实验室 国家工程实验室（11 个） - 数字电视国家工程实验室 （北京） - 电子商务交易技术国家工程实验室 - 神经调控技术国家工程实验室 - 抗肿瘤蛋白质药物国家工程实验室 - 下一代互联网核心国家工程实验室 - 特高压工程技术（昆明、广州）国家实验室 - 工业酶国家程实验室 - 城市轨道交通绿色与安全建造技术国家工程实验室 - 烟气多污染物控制技术与装备国家工程实验室 - 危爆物品扫描探测技术国家工程实验室 - 大数据系统软件国家工程实验室 | 国家工程研究中心（4个） - 光盘系统及应用技术国家工程研究中心 - 工业锅炉及民用煤清洁燃烧技术国家工程研究中心 - 燃气轮机与煤气化联合循环国家工程研究中心 - 生物芯片北京国家工程研究中心 国家工程技术研究中心（3个） - 国家道路交通管理工程技术研究中心（清华分中心） - 国家计算机集成制造系统工程技术研究中心 - 国家企业信息化应用支撑软件工程技术研究中心 重大事故防控技术支撑基地（ 1个） - 城市安全重大事故防控技术支撑基地 国家国际科技合作基地(联合研发中心)（6个） - 新能源与环境国际研发中心 - 清华大学新材料国际研发中心 - 功能材料国际联合研究中心 - 中美清洁汽车技术国际联合研究中心 - 中拉清洁能源与气候变化国际联合研究中心 - 中俄航天航空创新技术国际联合研究中心 国家国际科技合作基地(示范型合作基地) - 摩擦学国家重点实验室(清华大学) - 清华大学中俄战略合作研究所 国家产教融合平台（1个） - 国家集成电路产教融合创新平台 “一带一路”联合实验室（1个） - 中国-印尼高温气冷堆“一带一路”联合实验室 习近平新时代中国特色社会主义思想研究院（1个） - 清华大学习近平新时代中国特色社会主义思想研究院 清华大学-北京大学生命科学联合中心（1个） - 清华大学-北京大学生命科学联合中心 |

| 教育部重点实验室 - 生命有机磷化学及化学生物学教育部重点实验室 - 工业生物催化教育部重点实验室 - 应用力学教育部重点实验室 - 地球系统数值模拟教育部重点实验室 - 蛋白质科学教育部重点实验室 - 生物信息学教育部重点实验室 - 普适计算教育部重点实验室 - 粒子技术与辐射成像教育部重点实验室 - 信息系统安全教育部重点实验室 - 生态规划与绿色建筑教育部重点实验室 - 土木工程安全与耐久教育部重点实验室 - 固体废物资源化及应急控制工程教育部重点实验室 - 先进成形制造教育部重点实验室 - 热科学与动力工程教育部重点实验室 - 先进反应堆工程与安全教育部重点实验室 - 先进材料教育部重点实验室 - 有机光电子及分子工程教育部重点实验室 教育部-微软重点实验室 - 清华大学媒体与网络技术实验室 教育部工程研究中心 - 教育部建筑节能工程研究中心 - 教育部固体器件与集成技术工程研究中心 - 教育部辐射技术与辐射成像工程研究中心 - 教育部清洁能源化工技术工程研究中心 - 教育部核电技术工程研究中心 - 教育部计算机网络技术工程研究中心 | 教育部人文社会科学重点研究基地 - 清华大学现代管理研究中心 - 清华大学技术创新研究中心 - 清华大学高校德育研究中心 - 清华大学出土文献与中国古代文明研究中心 教育部战略研究基地 - 清华大学科技教育发展战略研究中心 教育部教育战略与规划研究中心 - 教育部-清华大学教育战略决策与国家规划研究中心 环保部重点实验室 - 国家环境保护微生物利用与安全控制重点实验室 - 国家环境保护生态工业重点实验室# 环保部工程技术中心 - 国家环境保护技术管理与评估工程技术中心 国家体育总局体育社会科学重点研究基地 - 清华大学国家体育总局体育社会科学重点研究基地 国家安全生产技术支撑体系专业中心实验室 - 国家安全技术支撑体系国家级中心关键储备设施火灾安全与应急技术基础研究实验室 国家文物局重点科研基地 - 空间信息技术在文化遗产保护中的应用研究国家文物局重点科研基地（清华大学） 国家中医药管理局中医药科研三级实验室 - 中药化学实验室 文化部国家文化产业研究中心 - 国家文化产业研究中心 | 北京市重点实验室 - 传热与能源利用北京市重点实验室 - 绿色反应工程与工艺北京市重点实验室 - 膜材料与工程北京市重点实验室 - 蛋白质药物北京市重点实验室 - 精细陶瓷北京市重点实验室 - 二氧化碳资源利用与减排技术北京市重点实验室 - 城市综合应急科学北京市重点实验室 - 微量分析测试方法与仪器研制北京市重点实验室 北京市工程实验室 - 电子商务交易技术北京市工程实验室 北京市(高等学校)工程研究中心 - 北京市集中生物燃气利用工程技术研究中心 - 可视媒体智能处理与内容安全北京高等学校工程研究中心 - 铁路客运服务系统北京市工程研究中心 北京市哲学社会科学研究基地 - 清华大学应急管理研究基地 校际合作 - 清华大学-北京大学生命科学联合中心 具有认可资质的科技服务机构 - 清华大学建筑环境检测中心 - 清华大学土水学院建筑材料实验室 - 清华大学房屋安全鉴定室 - 清华大学结构工程检测中心 - 清华大学水利系水文水资源所 - 清华大学环境影响评价室 - 清华大学环境质量检测中心 - 清华大学汽车安全与节能国家重点实验室汽车碰撞实验室 - 清华大学放射性防护室 - 清华大学分析中心 |

| 与地方共建研究院 - 深圳清华大学研究院 - 北京－清华工业发展研究院 - 河北清华发展研究院 - 浙江清华长三角研究院 校级研究院、研究中心、研究所 - 清华大学建筑与城市研究所 - 清华大学建筑节能研究中心 - 清华大学交通研究所 - 清华大学3S(GIS、RS、GPS)中心 - 清华大学环境科学与工程研究院 - 清华大学持久性有机污染物研究中心 - 清华大学循环经济研究院 - 清华大学污染物总量与环境质量控制技术政策研究中心 - 清华大学战略环境评价研究中心 - 清华大学亚太水安全研究中心 - 中俄轻金属材料国际合作研究中心 - 清华大学微米纳米技术研究中心 - 清华大学导航技术工程中心 - 清华大学质谱仪器研究中心 - 清华大学盐碱地区生态修复与固碳研究中心 - 清华大学燃烧能源中心 - 清华大学汽车研究所 - 清华大学网络行为研究所 - 清华大学理论计算机科学研究中心 - 清华大学神经与认知计算研究中心 - 清华大学电力电子工程研究中心 - 清华大学密码理论与技术研究中心 - 清华大学复杂工业过程控制与优化研究中心 - 清华大学安全与防护研究发展中心 - 清华大学微纳米力学与多学科交叉创新研究中心 | - 清华大学载人航天研究中心 - 清华大学公共安全研究院 - 清华大学高能物理研究中心 - 清华大学高速铁路技术研究中心 - 清华大学高能量密度研究中心 - 清华大学化工科学与技术研究院 - 清华大学材料科学与工程研究院 - 清华大学原子分子纳米科学研究中心 - 清华大学天体物理中心 - 清华大学结构生物学中心 - 清华大学全球变化研究院 - 清华大学量子信息中心 - 清华大学中国经济研究中心 - 清华大学中国金融研究中心 - 清华大学中国与世界经济研究中心 - 清华大学中国财政税收研究所 - 清华大学中国经济社会数据中心 - 清华大学中国企业成长与经济安全研究中心 - 清华大学绿色跨越研究中心 - 21世纪发展研究院 - 清华大学台湾研究院 - 清华大学中国科技政策研究中心 - 清华大学中国发展规划研究中心 - 清华大学气候变化国际政策研究中心 - 清华大学中国工程科技发展战略研究院 - 清华大学国家软实力研究院 - 清华大学国情研究院 - 清华大学思想文化研究所 - 清华大学国际问题研究所 - 清华大学语言学研究中心 - 清华大学科学技术与社会研究中心 - 清华大学道德与宗教研究中心 | - 清华大学老年学研究中心 - 清华大学亚洲研究中心 - 中国科协-清华大学科技传播与普及研究中心 - 清华大学日本研究中心 - 清华大学出土文献研究与保护中心 - 清华大学人文与社会科学高等研究所 - 清华大学华商研究中心 - 清华大学环境资源与能源法研究中心 - 清华大学国际传播研究中心 - 清华大学文化产业研究中心 - 清华大学马克思主义新闻学与新闻教育改革研究中心 - 清华大学伊斯雷尔·爱泼斯坦研究中心 - 清华大学体育与健康科学研究中心 - 清华大学科学技术史暨古文献研究所 - 清华大学艺术与科学研究中心 - 清华大学吴冠中艺术研究中心 - 清华大学张仃艺术研究中心 - 清华大学跨境河流水与生态安全研究中心 - 清华大学恒隆房地产研究中心 - 清华大学能源环境经济研究所 - 中韩核能制氢联合研究中心 - 中美生物燃料联合研究中心 - 清华大学移动计算研究中心 - 清华大学工程教育研究中心 - 清华大学海洋技术研究中心 - 清华大学艾滋病综合研究中心 - 清华大学临床神经科学研究院 - 国家服务业外包人力资源研究院 - 清华大学药物研发中心 - 清华大学信息无障碍技术研究中心 - 清华大学中国车用能源研究中心 - 清华大学低碳经济研究院 |